# Севальос, Хосе Франсиско
Хосе Франсиско Севальос Вильявисенсио (исп. José Francisco Cevallos Villavicencio; 17 апреля 1971, Анкон) — эквадорский футболист, получивший известность по выступлениям за такие клубы, как «Барселона» (Гуаякиль) и ЛДУ Кито, а также сборную Эквадора.
В составе своей сборной был участником чемпионата мира 2002 года, четырёх розыгрышей Кубка Америки (с 1995 по 2001 год). С именем Севальоса связана одни из самых славных моментов в истории выступлений эквадорских клубов на международной арене. В розыгрыше Кубка Либертадорес 2008 он отбил в финальном матче против бразильского «Флуминенсе» 3 пенальти в послематчевой серии, став одним из героев финала. ЛДУ впервые в истории эквадорского футбола завоевал международный трофей. В том же году он был признан лучшим вратарём Южной Америки.
С 24 мая 2011 года по 8 октября 2014 года был министром спорта Эквадора. В периоде с 27 сентября 2015 года по 3 декабря 2019 года был президентом гуаякильской «Барселоны». С 24 мая 2017 года по 31 августа 2018 года занимал пост губернатора провинции Гуаяс.

## Биография
Большая часть карьеры Севальоса связана с «Барселоной» из Гуаякиля. Он уже был вратарём этого клуба в 1990 году, когда «Барселона» впервые в своей истории дошла до финала Кубка Либертадорес. Однако, в том сезоне, будучи молодым игроком, он провёл лишь 2 матча в чемпионате Эквадора — твёрдым игроком основы в воротах был капитан Карлос Луис Моралес.
Однако в 1998 году, когда «Барселона» во второй раз в своей истории вышла в финал главного клубного турнира Южной Америки, Севальос уже был основным вратарём. Он стал героем полуфинального противостояния с парагвайским «Серро Портеньо», когда отбил три удара соперника в послематчевой серии пенальти. В финале «Барселона» уступила бразильскому «Васко да Гама».
В 2002 году он был основным вратарём сборной Эквадора, которая впервые в своей истории выступила в финальной части чемпионата мира в Японии и Корее.
В 2004 году, казалось, что карьера Севальоса близка к закату — он стал реже попадать в состав клуба и ушёл в следующем году в ряды действующего победителя Кубка Либертадорес — «Онсе Кальдаса». После года, проведённого в колумбийской команде, он вернулся в «Барселону», где провёл ещё 2 сезона. В 2007 году Севальос выступал за скромный клуб «Депортиво Асогес».
В 2008 году он перешёл в ряды лучшего клуба Эквадора последних лет — ЛДУ Кито, с которым провёл феноменальную кампанию в Кубке Либертадорес. В третий раз в истории клуб из Эквадора вышел в финал этого турнира и в третий раз к этому достижению был причастен вратарь Севальос (пусть в 1990 году он и был только резервным вратарём в «Барселоне»). Во втором матче финала на Маракане в серии пенальти он отбил 3 удара соперника — Дарио Конки, героя матча — автора хет-трика в ворота эквадорского клуба в основное время Тьяго Невиса, и Вашингтона. Спустя четыре года, в 2008 году Севальос был вновь вызван в ряды сборной Эквадора. Севальос был признан лучшим вратарём континента.
В 2009 году Севальос всё чаще стал уступать место молодому талантливому вратарю Александеру Домингесу. Весь розыгрыш Южноамериканского кубка 2009, выигранного ЛДУ, Севальос просидел в запасе. В 2010 году Хосе Франсиско провёл последний матч за сборную Эквадора. Он является с 89-ю матчами рекордсменом сборной среди вратарей по числу проведённых матчей.
В январе 2011 года за ЛДУ Кито дебютировал 16-летний старший сын экс-вратаря — Хосе Франсиско Севальос-младший, причём уже во втором своём матче, 6 февраля, он сумел забить гол в ворота соперника. 24 января 2013 года Хосе Франсиско младший заключил контракт с «Ювентусом». Младший сын Хосе Франсиско (1998 года рождения), Хосе Габриэль, в 2016 году подписал профессиональный контракт с ЛДУ Кито, является резервным вратарём команды. Старший брат Хосе Франсиско, Алекс Боливар Севальос (1967 года рождения), в 1988—1996 годах провёл 23 матча за сборную Эквадора, участвовал в Кубке Америки 1997 года как второй дублёр своего младшего брата. Севальос открыл благотворительный фонд помощи детям.
16 мая 2011 года объявил о завершении профессиональной карьеры футболиста. Спустя неделю Хосе Франсиско Севальос был назначен министром спорта Эквадора. Ушёл в отставку в феврале 2015 года. В августе того же года стал президентом гуаякильской «Барселоны».
24 мая 2017 года президент Эквадора Ленин Морено назначил Севальоса на пост губернатора провинции Гуаяс.

## Титулы
- Чемпион Эквадора (3): 1991, 1995, 1997, 2010
- Обладатель Кубка Либертадорес (1): 2008
  - Финалист Кубка Либертадорес (2): 1990, 1998
- Обладатель Южноамериканского кубка (1): 2009
- Обладатель Рекопы (2): 2009, 2010